# Городовицкая волость
Городовицкая волость — административно-территориальная единица в составе Порховского уезда Псковской губернии, в том числе в РСФСР в 1924 — 1927 годах. Центром было село Городовик, с 19 июня 1926 года — село Юфимово.
В рамках укрупнения дореволюционных волостей губернии, новая Городовицкая волость была образована в соответствии с декретом ВЦИК от 10 апреля 1924 года из упразднённых (дореволюционной) Городовицкой и Дегожской волостей Порховского уезда и части Новинской волости (угол Полистоаских болот) Новоржевского уезда и разделена на сельсоветы: Гослищенский, Дегожский, Кипинский, Юфимовский. В июне 1925 года упразднены Гослищенский и Дегожский сельсоветы и образованы Бродковский, Паревичский, Полистовский, Станковский сельсоветы. Декретом ВЦИК от 19 июня 1926 года центр волости перенесен из села Городовик, в село Юфимово. В январе 1927 года образованы Городовицкий, Дегожский, в июле 1927 года — Шушеловский сельсоветы, Юфимовский сельсовет переименован в Никольский сельсовет.
В рамках ликвидации прежней системы административно-территориального деления РСФСР (волостей, уездов и губерний), Городовицкая волость была упразднена в соответствии с Постановлением Президиума ВЦИК от 1 августа 1927 года, а Городовицкий и Никольский сельсоветы включены в состав Чихачёвского района Псковского округа Ленинградской области; остальные сельсоветы — в состав Дедовичского района Псковского округа Ленинградской области.